# گروه سومیتومو

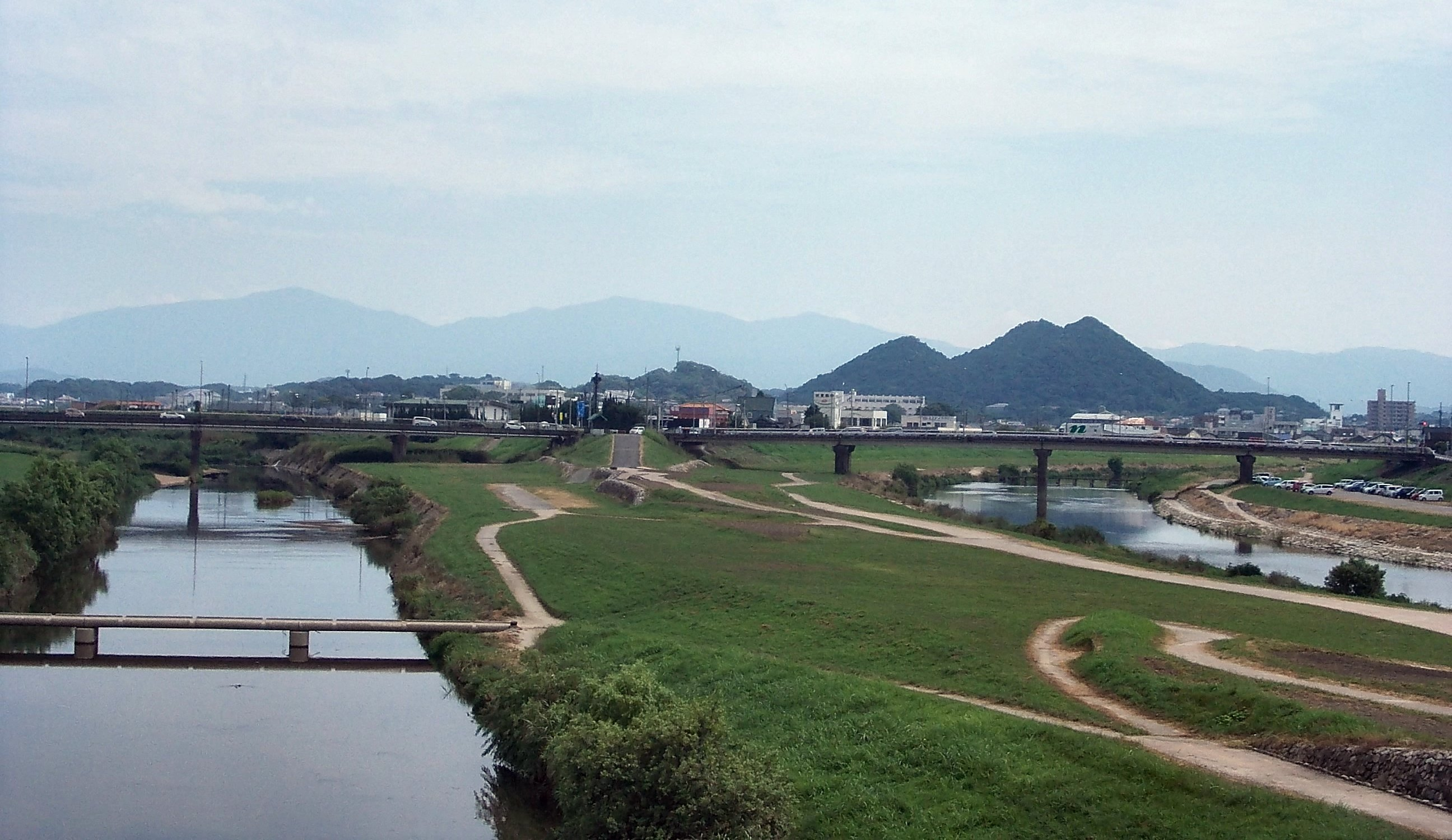
شرکت گروه سومیتومو

گروه سومیتومو (به ژاپنی: 住友グループ) شرکت خوشه‌ای ژاپنی است، که در سال ۱۶۳۰ توسط ماساتومو سومیتومو تأسیس شد. امروزه این گروه صنعتی همچنان بر پایه خط‌مشی که بنیان‌گذار شرکت در قرن ۱۷ میلادی تعیین نمود، مدیریت و کنترل شرکت‌های تابعه، زیرمجموعه و فرعی گروه سومیتومو را برعهده دارد و در زمینه‌های گوناگون و صنایع مختلف فعالیت می‌کند.
شرکت‌های تابعه، زیرمجموعه و فرعی سومیتومو در حوزه‌هایی چون: استخراج معادن و فلزات، صنایع شیمیایی و پتروشیمی، خدمات مالی، بانکداری و بیمه، صنایع داروسازی، ساخت تجهیزات الکتریکی و الکترونیکی، صنایع سنگین، فناوری اطلاعات، ساخت‌وساز املاک و مستغلات، کارخانجات تولید سیمان و سرامیک، فولادسازی، بازرگانی و تجارت، تولید، توزیع و انتقال برق، خدمات لجستیک و ترابری فعالیت می‌کنند.
این شرکت‌ها شامل: مزدا، ان‌ای‌سی، بانک سومیتومو میتسویی، سومیتومو کمیکال، داینیپون سومیتومو فارما، سومیتومو الکتریک، سومیتومو رابر، سومیتومو کورپوریشن، سومیتومو لایف، سومیتومو متال، سومیتومو میتسویی تراست، صنایع سنگین سومیتومو، گروه مالی سومیتومو میتسویی، میتسویی سومیتومو و نیپون شیت گلس می‌باشند.

## تاریخچه
گروه سومیتومو ریشه‌های خود را به یک کتابفروشی در کیوتو که حدود سال ۱۶۱۵ توسط ماساتومو سومیتومو، یک راهب بودایی، تأسیس شد، می‌رساند. حتی امروزه، مدیریت گروه تحت راهنمایی «پندنامه بنیان‌گذار» او که در قرن ۱۷ میلادی نوشته شده، قرار دارد.
تصفیه مس شرکت را معروف ساخت. ریمون سوگا، برادرزن ماساتومو سومیتومو، روش‌های تصفیه مس غربی را آموخت. در سال ۱۵۹۰، او یک کسب‌وکار ذوب به نام ایزومی‌یا تأسیس کرد که به معنای واقعی «فروشگاه چشمه» است. ریمون تکنیک‌هایی را بهبود داد که استخراج نقره از سنگ معدن مس را ممکن ساخت، چیزی که فناوری ژاپنی قبلاً قادر به انجام آن نبود.
کسب‌وکار ذوب و آهنگری تا اواخر قرن ۱۷ از کیوتو به اوساکا منتقل شد. سوگا کنترل شرکت را به پسرش توموموچی سپرد که در دوره ادو آن را به یک خانه تجاری بزرگ تبدیل کرد. سومیتومو شروع به صادرات مس کرد، ابریشم وارد کرد، و خدمات مالی ارائه داد. تا سال ۱۶۹۱، معدن‌کاری مس به فعالیت‌های شرکت اضافه شد.

علامت ایگتا

بازسازی مِجی به سومیتومو این امکان را داد تا ماشین‌آلات و تکنیک‌های غربی را در معادن خود وارد کرده و استفاده کند. سومیتومو خیلی زود به حوزه‌های کسب‌وکار بیشتری وارد شد و در صنایع ماشین‌آلات و زغال‌سنگ، همچنین صنایع جنگل‌داری، بانکداری و انبارداری فعال شد و به یک زایباتسو تبدیل گردید.
پس از جنگ جهانی دوم، کنگلومراهای ژاپنی زایباتسو، از جمله سومیتومو، توسط فرماندهی عالی نیروهای متفقین و دولت ژاپن منحل شدند. این گروه به عنوان یک کیرِتسو بازسازی شد، یک گروه از شرکت‌های مستقل که حول بانک سومی‌تومو سازماندهی شده و توسط مالکیت متقابل سهام به هم پیوسته بودند.
بسیاری از شرکت‌ها همچنان از کلمه سومیتومو در نام‌های شرکتی خود استفاده می‌کنند. بیشتر آنها به‌طور مستقل مدیریت می‌شوند و در بورس اوراق بهادار توکیو (TSE) و دیگر بورس‌ها با سهامداران پراکنده به ثبت می‌رسند. برای برخی، این نام تنها نشان‌دهنده منشأ تاریخی آنها است و دیگر به عنوان بخشی از گروه سومیتومو محسوب نمی‌شوند. در سال ۱۹۸۲، سومیتومو گزارشی از یک برنامه صرفه‌جویی در انرژی منتشر کرد.

### آرم
علامت ایگتا به شکل لوزی شبیه به نوعی قاب است که در ژاپن پیش از مدرن بر روی چاه‌ها قرار می‌گرفت و لوگوی شرکت ایزومی‌یا ریemon سوگا بود.